# Natação no Campeonato Europeu de Esportes Aquáticos de 2022 - 100 m borboleta masculino
A prova dos 100 metros nado borboleta masculino da natação no Campeonato Europeu de Esportes Aquáticos de 2022 ocorreu nos dias 13 e 14 de agosto no Foro Italico, em Roma na Itália. 

## Calendário
| Fase          | Data         | Hora  |
| ------------- | ------------ | ----- |
| Eliminatórias | 13 de agosto | 09:15 |
| Semifinal     | 13 de agosto | 18:34 |
| Final         | 14 de agosto | 18:00 |

Todos os horários estão no horário local (UTC+1)

## Recordes
Antes desta competição, os recordes eram os seguintes:
|                       | Nadador        | Tempo | Local     | Data                |
| --------------------- | -------------- | ----- | --------- | ------------------- |
| Recorde mundial       | Caeleb Dressel | 49.45 | Tóquio    | 31 de julho de 2021 |
| Recorde europeu       | Kristóf Milák  | 49.68 | Tóquio    | 31 de julho de 2021 |
| Recorde do campeonato | Kristóf Milák  | 50.18 | Budapeste | 23 de maio de 2021  |

## Medalhistas
| Ouro                | Prata           | Bronze               |
| Kristóf Milák (HUN) | Noè Ponti (SUI) | Jakub Majerski (POL) |

## Resultados

### Eliminatórias
Esses foram os resultados das eliminatórias.
| Pos. | Bateria | Raia | Nadador                  | Nacionalidade | Tempo   | Notas |
| ---- | ------- | ---- | ------------------------ | ------------- | ------- | ----- |
| 1    | 5       | 4    | Noè Ponti                | Suíça         | 51.56   | Q     |
| 2    | 6       | 3    | Nyls Korstanje           | Países Baixos | 51.81   | Q     |
| 3    | 6       | 4    | Kristóf Milák            | Hungria       | 51.82   | Q     |
| 4    | 5       | 6    | Hubert Kós               | Hungria       | 51.88   | Q     |
| 5    | 6       | 6    | Matteo Rivolta           | Itália        | 51.90   | Q     |
| 6    | 4       | 5    | Federico Burdisso        | Itália        | 51.95   | Q     |
| 7    | 5       | 5    | Simon Bucher             | Áustria       | 52.19   | Q     |
| 7    | 4       | 2    | Edward Mildred           | Reino Unido   | 52.19   | Q     |
| 9    | 4       | 4    | Jakub Majerski           | Polónia       | 52.21   | Q     |
| 10   | 4       | 3    | Piero Codia              | Itália        | 52.26   |       |
| 11   | 6       | 5    | Josif Miladinov          | Bulgária      | 52.27   | Q     |
| 12   | 6       | 2    | Adrian Jaśkiewicz        | Polónia       | 52.30   | Q     |
| 13   | 5       | 3    | Jacob Peters             | Reino Unido   | 52.35   | Q     |
| 14   | 6       | 7    | Diogo Ribeiro            | Portugal      | 52.38   | Q     |
| 15   | 5       | 7    | Clément Secchi           | França        | 52.56   | Q     |
| 16   | 4       | 6    | Jan Šefl                 | Chéquia       | 52.67   | Q     |
| 17   | 6       | 9    | Mario Mollà              | Espanha       | 52.68   | DES   |
| 17   | 4       | 9    | Andreas Vazaios          | Grécia        | 52.68   | DES   |
| 19   | 5       | 8    | Alex Ahtiainen           | Estónia       | 52.82   |       |
| 20   | 4       | 1    | Lorenzo Gargani          | Itália        | 52.84   |       |
| 21   | 4       | 7    | Alberto Lozano           | Espanha       | 52.86   |       |
| 22   | 4       | 0    | Kregor Zirk              | Estónia       | 52.95   |       |
| 23   | 5       | 2    | Daniel Zaitsev           | Estónia       | 53.06   |       |
| 24   | 3       | 2    | Denys Kesil              | Ucrânia       | 53.24   |       |
| 25   | 4       | 8    | Konstantinos Stamou      | Grécia        | 53.31   |       |
| 26   | 3       | 4    | Brendan Hyland           | Irlanda       | 53.36   |       |
| 27   | 6       | 0    | Björn Kammann            | Alemanha      | 53.76   |       |
| 27   | 5       | 0    | Đurđe Matić              | Sérvia        | 53.76   |       |
| 29   | 5       | 9    | Mateusz Chowaniec        | Polónia       | 53.87   |       |
| 29   | 2       | 3    | Thomas Piron             | França        | 53.87   |       |
| 31   | 3       | 6    | Arbidel González         | Espanha       | 53.90   |       |
| 32   | 3       | 5    | Oskar Hoff               | Suécia        | 53.91   |       |
| 33   | 3       | 7    | Michał Chmielewski       | Polónia       | 53.96   |       |
| 34   | 6       | 1    | Nikola Miljenić          | Croácia       | 54.09   |       |
| 35   | 3       | 3    | Armin Evert Lelle        | Estónia       | 54.10   |       |
| 36   | 3       | 0    | Julius Munk              | Dinamarca     | 54.23   |       |
| 37   | 2       | 7    | Mason Wilby              | Reino Unido   | 54.28   |       |
| 38   | 5       | 1    | Shane Ryan               | Irlanda       | 54.29   |       |
| 39   | 6       | 8    | Max McCusker             | Irlanda       | 54.36   |       |
| 40   | 3       | 1    | Theodoros Andreopoulos   | Grécia        | 54.43   |       |
| 41   | 2       | 2    | Ondřej Gemov             | Chéquia       | 54.54   |       |
| 42   | 2       | 6    | Artur Barseghyan         | Armênia       | 54.63   |       |
| 43   | 3       | 9    | Ádám Halás               | Eslováquia    | 54.77   |       |
| 44   | 3       | 8    | Valentyn Nesterkin       | Ucrânia       | 54.84   |       |
| 45   | 2       | 4    | Oleksii Khnykin          | Ucrânia       | 54.92   |       |
| 46   | 2       | 1    | Tomàs Lomero             | Andorra       | 55.32   |       |
| 47   | 2       | 9    | Símon Elías Statkevicius | Islândia      | 55.38   |       |
| 48   | 2       | 8    | Emil Hassling            | Suécia        | 55.67   |       |
| 49   | 2       | 5    | Tobias Dan Hansen        | Dinamarca     | 56.05   |       |
| 50   | 1       | 4    | Ronens Kermans           | Letônia       | 56.44   |       |
| 51   | 1       | 5    | Alessandro Rebosio       | San Marino    | 56.52   |       |
| 52   | 2       | 0    | Bernat Lomero            | Andorra       | 57.01   |       |
| 53   | 1       | 3    | Endi Kola                | Albânia       | 1:00.42 |       |

Desempate
Uma prova extra foi realizada no dia 13 de agosto ás 10:16 para definir a última vaga a semifinal.
| Pos. | Raia | Nadador         | Nacionalidade | Tempo | Notas |
| ---- | ---- | --------------- | ------------- | ----- | ----- |
| 1    | 4    | Mario Mollà     | Espanha       | 52.07 | Q     |
| 2    | 5    | Andreas Vazaios | Grécia        | 52.71 |       |

### Semifinal
Esses foram os resultados das semifinais. 
| Pos. | Bateria | Raia | Nadador           | Nacionalidade | Tempo | Notas |
| ---- | ------- | ---- | ----------------- | ------------- | ----- | ----- |
| 1    | 2       | 5    | Kristóf Milák     | Hungria       | 51.01 | Q     |
| 2    | 2       | 4    | Noè Ponti         | Suíça         | 51.16 | Q     |
| 3    | 1       | 4    | Nyls Korstanje    | Países Baixos | 51.46 | Q     |
| 4    | 2       | 2    | Jakub Majerski    | Polónia       | 51.58 | q     |
| 5    | 2       | 1    | Diogo Ribeiro     | Portugal      | 51.61 | q,    |
| 5    | 2       | 3    | Matteo Rivolta    | Itália        | 51.61 | q     |
| 7    | 1       | 6    | Simon Bucher      | Áustria       | 51.62 | Q     |
| 8    | 1       | 5    | Hubert Kós        | Hungria       | 51.69 | q     |
| 9    | 2       | 6    | Edward Mildred    | Reino Unido   | 51.79 |       |
| 10   | 1       | 3    | Federico Burdisso | Itália        | 51.82 |       |
| 11   | 1       | 1    | Clément Secchi    | França        | 52.10 |       |
| 12   | 1       | 2    | Josif Miladinov   | Bulgária      | 52.34 |       |
| 13   | 1       | 7    | Jacob Peters      | Reino Unido   | 52.52 |       |
| 14   | 2       | 7    | Adrian Jaśkiewicz | Polónia       | 52.68 |       |
| 15   | 2       | 8    | Jan Šefl          | Chéquia       | 52.95 |       |
| 16   | 1       | 8    | Mario Mollà       | Espanha       | 53.13 |       |

### Final
Esse foi o resultado da final. 
| Pos.              | Raia | Nadador        | Nacionalidade | Tempo | Notas |
| ----------------- | ---- | -------------- | ------------- | ----- | ----- |
| Medalha de ouro   | 4    | Kristóf Milák  | Hungria       | 50.33 |       |
| Medalha de prata  | 5    | Noè Ponti      | Suíça         | 50.87 |       |
| Medalha de bronze | 6    | Jakub Majerski | Polónia       | 51.22 |       |
| 4                 | 8    | Hubert Kós     | Hungria       | 51.33 |       |
| 5                 | 1    | Simon Bucher   | Áustria       | 51.44 |       |
| 6                 | 2    | Matteo Rivolta | Itália        | 51.68 |       |
| 7                 | 3    | Nyls Korstanje | Países Baixos | 51.79 |       |
| 8                 | 7    | Diogo Ribeiro  | Portugal      | 52.28 |       |

Legenda
| Recorde mundial       | Recorde mundial (World record)               |                       | Recorde africano                      | Recorde africano (African) |                                           | Q | Classificado por posição (Qualified) |
| Recorde do campeonato | Recorde do campeonato (Championship record)  | Recorde da América    | Recorde da América (Americas)         | q                          | Classificado por melhor tempo (Qualified) |   |                                      |
| Melhor marca do ano   | Melhor marca do ano (World leading)          | Recorde asiático      | Recorde asiático (Asian)              | DNS                        | Não largou (Did not start)                |   |                                      |
| Recorde nacional      | Recorde nacional (National record)           | Recorde europeu       | Recorde europeu (European)            | DNF                        | Não terminou (Did not finish)             |   |                                      |
| Recorde pessoal       | Recorde pessoal do atleta (Personal best)    | Recorde da Oceania    | Recorde da Oceania (Oceania)          | DSQ / DQ                   | Desclassificado (Disqualified)            |   |                                      |
| Recorde da temporada  | Recorde da temporada do atleta (Season best) | Recorde sul-americano | Recorde sul-americano (South America) | NM                         | Sem marca (No mark)                       |   |                                      |